# قبيلة العبيد
العُبَيْد هم قبيلة عربية عراقية كان يقتصر انتشارها على ضفة دجلة الشرقية، ويرد اسم العبيد في تواريخ بغدادية من عام 1707م. يبدو أن القبيلة كانت على قدر من الاهمية عادة حيث كان شيخ العبيد الشيخ عبد الله الشاوي يدخل في حاشية باشا بغداد وجعله وسيط رسمي بين الحكومة والسكان المحليين. مما اضفى مكانة على قبيلته بالنسبة لبدو الرافدين ومكنها من توسيع منطقة انتشارها توسيعاً كبيراً، ومدها من نهر الخابور ومن تكريت إلى أبواب بغداد، كان من الطبيعي أن يستخدم الاتراك رجال قبيلة العبيد كقوات عسكرية غير نظامية لحماية الحدود. رأس قبيلة العبيد سابقاً الشيخ أنور العاصي وتوفية في 2022.

## ثورات العبيد
قام العبيد بعدة ثورات ضد العثمانيين عام 1769م و1785م وانفجرت آخر ثورات العبيد عام 1802م-1803م وعجز الباشا نفسه عن فعل أي شيء ضد العبيد، الذين عبروا الفرات إلى الصحراء السورية وحين عادوا عام 1805 تلقى أميران كرديان تابعان هما باشا شهرزور وكويسنجق الامر بطردهم غير أن الخطة فشلت ألا أن الاميرين الكرديين انتهزا الفرصة وشرعا يصفيان حساباتهما القديمة، فقتل باشا شهرزور زميله ودعا العبيد إلى كركوك للاستعانة بهم ضد حملة تأديبية عثمانية تهديدية. حاول العبيد استرداد مكانتهم القديمة قبل ان يجبروا على اخلاء الجزيرة بصورة نهائية في النصف الثاني من القرن التاسع عشر، وتفككت عشائر عديدة عن اتحادهم، فهاجر اللهيب إلى حلب وتعيش الغرير جنوب الفلوجة وقصد البوحمد منطقة الموصل وعبرت جموع القبيلة ذاتها نهر دجلة واختارت الإقامة التي يحيط بها الزاب الصغير ونهر العظيم. وفي هذه الأراض التي تسمى حويجة العبيد تسكن القبيلة اليوم ويمارسون قسم منهم كعشيرة البوهيازع الزراعة الحقلية، بينما يعمل اخرون كمربي جمال. بقي العبيد محاربين أشداء وقد ذكرت الصحف العراقية أن مائة وخمسين رجلاً منهم لبوا نداء الجهاد 1914م.

## الاصول
تنحدر قبائل الجبور والدليم والعبيد من ثلاثة أخوة ثلاثة أسلاف هم جبر وثامر وعبيد أبناء عمرو بن معدي كرب الزُبَيدي، جُبُر جد الجبور، وثامُر جد الدليم، وعُبَيد جد العبيد.
تقول الأسطورة الشعبية انهم هاجروا من اليمن إلى نجد فالصحراء السورية، وان اخلافهم انتقلوا من هناك إلى الفرات. انتقلوا إلى بلاد الرافدين عبر حوران.
ويبدو ان القبائل الثلاث بلغت الفرات عند منطقة البوكمال، حيث بقي الدليم. بينما استقر الجبور إلى الاعلى في اتجاه تيار النهر، وتوغل العبيد إلى داخل الجزيرة. غير ان مواطن هذه القبائل تغيرت بسبب هجرات البدو في القرن الثامن عشر، فسكن الدليم قرب الرميلان والجبور على الخابور وقسم منهم على دجلة، والعبيد بعد النهر قرب كركوك.

## مناطق العبيد
سكن الجبور بالاصل في مياذين بين دير الزور والبوكمال وجاورواً, نزولاً مع مجرى النهر، الدليم قبيلتهم الشقيقة، وصعوداً على النهر: البوشعبان. وفي منتصف القرن الثامن عشر، فرضت نفسها على المنطقة الفاصلة بين الجبور والدليم قبيلة جديدة وهي العقيدات. في مطلع القرن التاسع عشر توجهت مجموعات من الجبور إلى دجلة في الشرق.